# Henry Marx (Journalist)
Henry Marx (* 3. November 1911 in Brüssel, Belgien; † 22. Juni 1994 in Frutigen, Schweiz) war ein deutscher Journalist, Theater- und Musikkritiker sowie Buchautor. Ab 1985 bis zu seinem Tod war er Chefredakteur der deutschsprachigen New Yorker Zeitschrift Aufbau.

## Leben

### Ausbildung und Privates
Henry Marx kam als Sohn des jüdischen Geschäftsmanns Hermann Marx aus Siegelsbach in Baden und dessen Frau Martha, geborene Simonson, aus Elberfeld zur Welt. Seine zwei älteren Schwestern starben im Kleinkindalter an der damals noch unheilbaren perniziösen Anämie, der auch die Mutter 1916 zum Opfer fiel. Bei Kriegsende verließ der verwitwete Vater, der in Belgien mehrere Möbelgeschäfte geführt hatte, aber nur die deutsche Staatsbürgerschaft besaß, mit dem Sohn das Land. In den folgenden Krisenjahren lebten Vater und Sohn Marx in Wimpfen und Heilbronn sowie in München (1920–26), bevor der Vater sich in Berlin niederließ und ein zweites Mal heiratete.
Nach der Reifeprüfung 1929 begann Marx ein Studium an der Friedrich-Wilhelms-Universität Berlin (Jura, Gerichtsmedizin und Theaterwissenschaft), das er nach der Machtübernahme der Nationalsozialisten 1933 abbrach, weil das angestrebte Referendarsexamen aufgrund seiner jüdischen Religionszugehörigkeit unmöglich geworden war. Er arbeitete eine Weile schriftstellerisch und journalistisch, bevor er Anfang 1934 als Volontär ins Bankhaus Gebr. Arnhold-Bleichröder eintrat. Mitte 1934 wurde er von der Gestapo verhaftet und verbrachte sechs Wochen als „Schutzhäftling“ im Berliner Columbia-Haus sowie in den Konzentrationslagern Oranienburg und Lichtenburg.
Nach dem vorzeitigen Ende auch seiner Bankausbildung arbeitete Marx in einer Berliner Zigarrenfabrik, bis er Anfang 1937 in die USA auswanderte. Dort ehelichte er 1938 Paula Loew, aus der Ehe ging 1941 ein Sohn hervor. 1945 erwarb Marx die US-amerikanische Staatsbürgerschaft. Nach Trennung von seiner ersten Frau heiratete er 1967 die sieben Jahre zuvor nach New York ausgewanderte bildende Künstlerin Karin (seit 1986 Carin) Drechsler (* 23. Mai 1939 in Straßburg, Elsass), mit der er seit 1966 eine gemeinsame Tochter hatte.

### Journalistische und schriftstellerische Tätigkeit
Im Juni 1937 wurde Henry Marx Redaktionsmitglied der deutschsprachigen New Yorker Staatszeitung & Herold, eine der ältesten Zeitungen in den USA. Bis 1969 blieb er bei The Staats, verantwortlich für Musik-, Theater- und Filmkritiken, zuletzt auch als Chef vom Dienst. Ab 1952 schrieb er außerdem als Korrespondent für medizinische Zeitschriften wie die Ärztliche Praxis in München und die Medical World News in New York. Seine erste medizinische Buchveröffentlichung erschien 1960 in der Plenum Press, New York (H3 in the Battle Against Old Age).
1954 gehörte Marx zu den Mitbegründern des Deutschen Theaters, Inc. in New York City, dem er bis 1959 auch als „Secretary“ diente. In den 1960er-Jahren war er aktiv an der Organisation deutscher Theatergastspiele in New York beteiligt. Die dadurch entstandenen Kontakte führten zur Mitarbeit bei den Sendern Voice of America und RIAS sowie bei der Tageszeitung Die Welt. Für das Goethe House (heute: Goethe-Institut) in New York war er bis 1975 als Leiter des Veranstaltungsbüros tätig, danach als Theater- und Musikreferent in der Programmabteilung (bis 1979).
In den 1980er-Jahren verstärkte Marx seine Vortrags- und Publikationstätigkeit. Er veröffentlichte Sachbücher, Kultur- und Reiseführer und übernahm im Januar 1985 – bereits 73 Jahre alt – von Hans Steinitz die Chefredaktion der deutschsprachigen Zeitschrift Aufbau, während der nationalsozialistischen Herrschaft das wichtigste Sprachrohr der deutschsprachigen Juden in New York.

## Werke (Auswahl)

### Als Autor
- Weill – Lenya. New York: Weidner & Son 1976
- New York – Washington. Stuttgart: Kohlhammer Kunst- und Reiseführer 1979
- San Francisco – Los Angeles und Umgebung. Stuttgart: Kohlhammer Kunst- und Reiseführer 1981
- Die Ostküste der USA. Die historischen Städte von New Hampshire bis Georgia. Stuttgart: Kohlhammer Kunst- und Reiseführer 1984
- Der Südwesten der USA. Stuttgart: Kohlhammer Kunst- und Reiseführer 1985
- Deutsche in der Neuen Welt. Braunschweig: Westermann 1983
- Das andere Vaterland nahm ich mit. In: Mein Elternhaus. Ein deutsches Familienalbum. Hrsg. von Rudolf Pörtner. Düsseldorf/Wien: Econ 1984
- Die Broadway Story. Eine Kulturgeschichte des amerikanischen Theaters. München: Econ 1986
- Harenberg City-Guide New York. Dortmund: Harenberg 1992 (Fotos: Carin Drechsler-Marx)
- Nachdenken über Deutschland. Mit Vorträgen von Günter Grass, Rolf Hochhuth, Henry Marx, Adel Karasholi, Carl Friedrich von Weizsäcker. Hrsg. von Dietmar Keller. Berlin: Verlag der Nation 1990
- Auswanderer, Emigrant, Exilant, Refugee: Was bin ich? In: Hoffnung Amerika. Europäische Auswanderung in die Neue Welt. Hrsg. von Karin Schulz. Bremerhaven: NWD-Verlag 1994
- Zeitzeuge AUFBAU. Texte aus sechs Jahrzehnten. Hrsg. von Will Schaber. Vorwort von Henry Marx. Stuttgart: Bleicher 1994

### Als Herausgeber
- Entdecken wir Amerika. Bilder vom Aufbruch eines großen Landes. Dortmund: Harenberg 1982
- Erwin Piscator. Briefe aus Deutschland 1951–1966 an Maria Ley-Piscator. Köln: Prometh 1983

## Auszeichnungen
- 1978: Bundesverdienstkreuz 1. Klasse